# Eleição presidencial em Artsaque em 1996
As eleições presidenciais foram realizadas na República de Artsaque em 24 de novembro de 1996. O resultado foi uma vitória para o candidato independente Robert Kocharyan, que recebeu 89% dos votos.

## Resultados
| Candidato                            | Partido                              | Votos  | %      |
| ------------------------------------ | ------------------------------------ | ------ | ------ |
| Robert Kocharyan                     | Independente                         | 60,241 | 88.91  |
| Boris Arushanyan                     | Independente                         | 4,801  | 7.09   |
| Hrant Melkumyan                      | Partido Comunista                    | 2,713  | 4.00   |
| Total                                | Total                                | 67,755 | 100.00 |
|                                      |                                      |        |        |
| Votos válidos                        | Votos válidos                        | 67,755 | 96.72  |
| Votos inválidos/em branco            | Votos inválidos/em branco            | 2,297  | 3.28   |
| Total de votos                       | Total de votos                       | 70,052 | 100.00 |
| Eleitores registrados/comparecimento | Eleitores registrados/comparecimento | 89,733 | 78.07  |
| Fonte: CEC                           |                                      |        |        |